# Jump in the Fire
«Jump In The Fire» (с англ. — «Прыгай в огонь») — второй сингл рок-группы Metallica с дебютного альбома Kill 'Em All. Выпускался для поддержки тура Metallica по Англии вместе с Venom. Сингл включал в себя ненастоящие концертные исполнения «Phantom Lord» и «Seek & Destroy», которые были сделаны наложением звука толпы на альтернативные студийные записи.

## О песне
Наряду с «Hit the Lights», «Jump in the Fire» является одной из самых первых песен Metallica, её можно обнаружить ещё на неиздававшейся записи Ron McGovney’s '82 Garage demo. Первоначальная лирика, которая затрагивала тему секса, была написана Дэйвом Мастейном. Однако, как и с «Four Horsemen», новая лирика была переписана Джеймсом Хэтфилдом при уходе Мастейна из Metallica. Новая лирика касалась темы о тех людях, которым был уготован ад и которые поэтому были вынуждены «прыгать в огонь». Ларс Ульрих утверждал, что они записывали песню, похожей по звучанию на «Run to the Hills» Iron Maiden, популярную в то время. Текущие концертные исполнения песни, начиная с 2004 года, играются на стандартной настройке D, до этого года песню играли, используя стандартный строй E.

## Празднование юбилея
На обложке сингла с лицевой стороны изображено демоническое существо, находящиеся среди пламени. Это оформление копирует демона с обложки новеллы 1978 года Грэма Мастертона «The Devils of D-Day». В 2009 году Medicom выпустила коллекционные фигурки этого персонажа, высотой 30 см, ограниченным тиражом в 1000 копий. Они продавались эксклюзивно через интернет по цене $99,99.

## Список композиций
Международный сингл
| №  | Название                | Автор(ы)                 | Длительность |
| -- | ----------------------- | ------------------------ | ------------ |
| 1. | «Jump in the Fire»      | Хэтфилд, Ульрих, Мастейн | 4:41         |
| 2. | «Seek & Destroy» (Live) | Хэтфилд, Ульрих          | 7:04         |
| 3. | «Phantom Lord» (Live)   | Хэтфилд, Ульрих, Мастейн | 4:52         |

## Участники записи
- Джеймс Хэтфилд: ритм-гитара, вокал
- Ларс Ульрих: барабаны
- Кирк Хэмметт: ритм- и соло-гитара
- Клифф Бёртон: бас-гитара